# Вила Сант'Андреа (Белуно)
Вила Сант'Андреа је насеље у Италији у округу Белуно, региону Венето.
Према процени из 2011. у насељу је живело 157 становника. Насеље се налази на надморској висини од 1241 м.